# Halesworth
Halesworth è un paese di 4 637 abitanti della contea del Suffolk, in Inghilterra.
Qua nacque l'editore giornalistico e politico George Lansbury.